# Rafael Colliander
Gustaf Rafael Colliander, född 19 april 1878 i Åbo, död 25 maj 1938 i Helsingfors, var en finlandssvensk politiker och journalist.
Colliander, som var son till telegrafkontorschefen, kollegieassessor Karl Fredrik Colliander och Valborg Amanda Wahlman, var från 1902 verksam i olika tidningsorgan i Åbo och redaktionssekreterare i Åbo underrättelser 1908–1917 och senare tidningens korrespondent i Helsingfors. Colliander var lantdagsman 1909 och tillhörde lantdagen och riksdagen 1917–1923 samt åter från 1927.
Inom Svenska folkpartiet intog han en ledande plats som medlem av centralstyrelsen och var generalsekreterare från 1920. På uppdrag av den så kallade Vasa-regeringen och general Mannerheim deltog han som ledare i den 11-mannadeputation som under upproret besökte Sverige, Danmark och Norge. Colliander förestod även under inbördeskriget våren 1918 Finlands officiella pressbyrå.